# Takumi Yamada
Takumi Yamada (山田 拓巳 Yamada Takumi?), född 25 november 1989 i Tokyo prefektur, är en japansk fotbollsspelare.
Yamada började sin karriär 2008 i Montedio Yamagata.